# در خدمت تخت طاووس
در خدمت تخت طاووس، یادداشتهای روزانه آخرین سفیر شاه در لندن کتابی است از مجموعه خاطرات و یادداشت‌های روزانه دوران سفارت پرویز راجی، آخرین سفیر ایران در بریتانیا در زمان محمدرضا شاه پهلوی (۱۳۵۵ تا ۱۳۵۷) که سال‌ها پس از انقلاب ایران به تدریج در یکی از نشریات بریتانیایی منتشر می‌شد و سپس حسن کامشاد مجموعهٔ آنها را در این کتاب به فارسی ترجمه کرده و در ایران منتشر کرد.
از کتاب پرویز راجی ترجمه دیگری با نام خدمتگزار تخت طاووس (ترجمه حسين ابوترابيان و چاپ انتشارات اطلاعات) نیز منتشر شده است که راجی در گفتگویی با بی‌بی‌سی در سال ۱۳۸۸ محتویات آن را تأیید نکرده و گفته بود ترجمهٔ درستی از کتابش نیست. اما صحت مندرجات کتاب در خدمت تخت طاووس ترجمه کامشاد را تایید کرده بود.
راجی آخرین سفیر دوران محمدرضاشاه در لندن بود و در دورهٔ نخست وزیری امیرعباس هویدا سفیر ایران شد. در دوره سفارت او، مارگارت تاچر، رهبر وقت حزب محافظه کار بریتانیا به ایران سفر کرد و به فاصله کوتاهی پس از این سفر، نخست وزیر بریتانیا شد.